# Ourdon
Ourdon é uma comuna francesa na região administrativa de Occitânia, no departamento dos Altos Pirenéus. Estende-se por uma área de 2,66 km². Em 2010 a comuna tinha 9 habitantes (densidade: 3,4 hab./km²).